# 光熙門站
光熙門站是北京地铁12号线与北京地铁13号线的换乘车站。本站位于北京市朝阳区太阳宮地区、和平街街道与香河园街道交界北三环东路、京承高速公路交叉口太阳宫桥下方。

## 位置
地铁光熙门站位於北三环东路和京承高速公路相交的太阳宫桥南面，原望和支线和平里站站址北端。

## 结构
12号线车站为地下两层暗挖（局部三层）岛式车站，主体总长257.6米，主体标准段宽为24.1米，底板埋深为26～30米，站台宽度为15米。
13号线车站为两层高架车站，一层为站厅，二层为站台，月台南端设有一条单渡线。
| 2层    | 侧式站台，右侧开门 | 侧式站台，右侧开门                          | 侧式站台，右侧开门 | 侧式站台，右侧开门 |
|        |                    | █ 13号线 往西直门（芍藥居）                 |                    |                    |
|        |                    | █ 13号线 往东直门（柳芳）                   |                    |                    |
|        | 侧式站台，右侧开门 |                                             |                    |                    |
| 地面层 | 13号线站厅         | A-B出入口、票务服务、自动售票机、进出站闸机 |                    |                    |
| B1层   | 12号线站厅         | 票务服务、自动售票机、进出站闸机            |                    |                    |
| B2层   |                    | █ 12号线 往四季青桥（和平西桥）             |                    |                    |
|        | 岛式站台，左侧开门 |                                             |                    |                    |
|        |                    | █ 12号线 往东坝北（西坝河）                 |                    |                    |

- 13號線站廳（2021年9月攝）
- 13号线站厅（2025年2月摄）
- 光熙門站的站牌（2014年9月摄）
- 12号线站厅（2024年12月摄）
- 换乘通道（双向）

## 出入口
13号线车站有2個出入口：A西、B東。其中A口南半部分已于2024年1月重建完毕，北半部分则于2024年中被封闭。此外，B口一侧的直梯并非供进出站乘客使用的客梯。
12号线车站已开通2个出入口：D、E，其中D口北侧设有一个单向出口。位于12号线西北方向的C出入口尚未开工建设。
|                           |            |                  |      |            |
|                           |            |                  |      |            |
| 编号                      | 指示       | 建议前往的目的地 | 照片 | 无障碍设施 |
| 连通 13号线站厅           |            |                  |      |            |
| 出口 · A · 轮椅升降台标志 | 青年沟路   | 北三环东路       |      |            |
| 出口 · B                  | 光熙门小区 |                  |      | 不適用     |
| 连通 12号线站厅           |            |                  |      |            |
| · （仅出站）              | 京承高速   | 北京中医药大学   |      | 不適用     |
| 出口 · D                  | 京承高速   |                  |      | 不適用     |
| 出口 · E                  | 青年沟路   |                  |      | 不適用     |
| 註： 設有輪椅升降台       |            |                  |      |            |

## 站名由来
光熙门站在规划建设阶段曾称“和平里站”，由于接近元大都光熙门原址和光熙门北里居住区而更名为“光熙门站”。光熙门本是元大都东北城门，因《易经》中“动静不失其时，则道光明”而得名，“熙”与“光”同义，原址位于今和平里北街东口土城处。